# 1924年大西洋飓风季
1924年大西洋飓风季包括有正式纪录以来第一场五级大西洋飓风，即最大持续风速达到每小时250公里的热带气旋。第一号热带风暴是本季第一个天气系统，最早是6月18日在西北加勒比海出现；最后一个气旋是未编号的热带低气压，于11月24日消散，都在每年大西洋盆地绝大多数热带天气活动的时间范围内。全季总共形成13个热带气旋，其中六个曾与其他风暴同时存在。本季的活跃程度适中，共有11场热带风暴，其中三场达到飓风强度，两场进一步强化成大型飓风，即强度能达到现代萨菲尔-辛普森飓风等级下的三级飓风或以上标准。
第十号飓风又称1924年古巴飓风，是全季影响最大的风暴。气旋以五级飓风强度吹袭古巴西部，减弱后又以一级飓风强度登陆佛罗里达州，两地都受到重大破坏，共有90人丧生。第四号飓风在背风群岛产生狂风并引发洪灾，致使59人遇难，其中单蒙塞拉特岛就有30人。另外多个热带气旋对陆地有轻微影响，如第一、第八号热带风暴和第三、第五号飓风。全季所有风暴一共夺走至少150条人命。
这年飓风季的活跃程度还经累积气旋能量指数反映出来，数值为100。大致来说，气旋能量指数通过飓风强度和持续时间计算，强度越高、持续时间越长的风暴，其指数也相应越高。

## 风暴

### 第一号热带风暴
6月18日，切图马尔东南方向约120公里海域出现热带风暴，然后以持续风速约每小时75公里强度登陆伯利兹北岸。接下来几天里，西北加勒比海的气压逐渐下降。气旋穿过尤卡坦半岛，于6月19日以风力时速65公里强度进入坎佩切湾上空，然后重新增强，风速再度提升至每小时75公里。6月21日清晨，风暴从坦皮科以南约185公里处登陆，然后就在陆地上空消散。由于气旋存在期间没有任何地点测得强风，因此气象学界长期将之归类为弱扰动天气。德克萨斯州沿海地区受到飑线的影响，促使气象机构发布小型船只公告。此外墨西哥还降下暴雨。

### 第二号热带风暴
七月末，佛罗里达州一股逐渐消解的冷锋促使热带风暴形成，但风暴还呈现出些许混合气旋特征。风暴朝东北移动并稳步增强，在逼近北卡罗莱纳州外滩群岛期间达到风力时速100公里的最高强度。接下来气旋因行经洋面水温降低减弱，于7月30日被新斯科舍南面的冷锋吸收。

### 第三号飓风
8月16日，本季第三个热带气旋在布里奇敦东南方向约675公里海域成型。气旋向西北移动，于8月18日以热带风暴下限强度穿越加勒比地区东部。从波多黎各圣胡安东侧经过后，风暴进入大西洋，经快速增强于次日达到飓风强度。接下来气旋的移动速度放缓，于8月21日转向西进，在巴哈马北部以东洋面继续强化。8月24日，风暴在大巴哈马岛北面达到风力时速195公里的最高强度，此时已基本停止移动。接下来飓风突然大幅转向北上沿美国东岸近海行进，8月25日快速减弱后于次日从北卡罗莱纳州哈特拉斯角（Cape Hatteras）附近经过。风暴转变成温带气旋，最终于8月27日经过新斯科舍上空。
面对逐渐逼近的气旋，哈特拉斯角至迈阿密于8月22日收到风暴警告。飓风警告生效范围从北卡罗莱纳州加特利县博福特（Beaufort）延伸到弗吉尼亚州亨利角（Cape Henry）。风暴来袭前，有关部门通过无线电广播建议波多黎各以北洋面的船只保持警惕。不过，风暴之后及时转向，所以没有对沿海地区构成破坏。北卡罗莱纳州哈特拉斯（Hatteras）的最强阵风时速达到120公里，沿海地区有两人溺毙。气旋引起的破坏很小，但奥克拉科克岛（Ocracoke Island）在风暴期间被淹。8月26日，白星航运客轮“阿拉伯号”（Arabic）在楠塔基特浅滩（Nantucket Shoals）受到气旋产生的“百尺巨浪”（100英尺，约为30.5米高）冲击，次日抵达纽约时有75人受伤。

### 第四号飓风
8月25日，全季第四场热带风暴在瓜德罗普巴斯特尔东南方向约1285公里洋面形成。8月26日，气旋朝西移动，于次日转向西北偏西，在逼近小安的列斯群岛期间增强，于8月28日达到飓风标准并从蒙塞拉特岛经过，当地测得965毫巴（百帕，28.5英寸汞柱）气压。风暴转向西北，于8月29日从安圭拉附近经过加勒比地区东北部。气旋在西大西洋上空继续强化，于8月30日在百慕大东南偏南约1215公里洋面达到风力时速170公里的最高强度。
9月2日，飓风蜿蜒北上并减弱，强度在9月3日回落到一级飓风标准。9月4日，风暴已不具备热带天气系统特征，但9月5日袭击新斯科舍时风速依然达到飓风标准。维尔京群岛有成百上千的民宅被毁，庄稼受到严重破坏，还有多人丧生。气旋沿途多个岛屿降下暴雨并发生洪灾，圣托马斯岛多艘小船沉没，部分树木在狂风中连根拔起。蒙塞拉特岛有6000余人流离失所，另有30人遇难，200人受伤，岛上损失数额估计接近十万英镑。风暴过后，红十字会捐款3000美元，并向灾民提供食品。背风群岛的损失总额达到8.6万美元，至少有59人死亡。

### 第五号飓风
9月12日，佛罗里达州基韦斯特西南方向约135公里海域发展出强热带风暴。气旋向西北移动并快速增强，于次日成为飓风，再于不久后达到最大持续风速每小时130公里的最高强度。9月14日晚，风暴转向东北，于次日从圣乔港附近吹袭佛罗里达州西北狭长地带。气旋在向内陆行进期间迅速弱化成热带风暴，于9月16日经过乔治亚州南部，再以风力时速75公里强度从萨凡纳附近进入大西洋。风暴加速向东北偏东前进，于9月17日在哈特拉斯角近海转变成温带气旋，最终于9月19日在纽芬兰岛南面失去踪影。
佛罗里达州物业受到轻度破坏，圣乔港的阵风时速达到120至130公里，当地有两艘渔船在大风中搁浅，另外卡拉贝尔附近有一艘双桅纵帆船沉没。由于气象部门预先发布警告，佛罗里达州西北部遭受的破坏程度减轻。佛罗里达州西北狭长地带、南、北卡罗莱纳州和弗吉尼亚州东南部降下暴雨，并以北卡罗莱纳州博福特雨量最高，达377毫米。乔治亚州因暴雨导致两人遇难，农作物受到重创，洪水几乎将该州小镇布朗顿（Brownton）摧毁。美国东岸沿海风力达到烈风强度，气象机构为此提前发布警告。气象部门在当时的实际操作中认为风暴没有达到飓风标准，佛罗里达州坦帕地区对飓风来袭普遍缺乏准备。

### 第六号热带风暴
9月20日，佛得角群岛上空出现弱热带风暴。气旋缓慢向西北方向经过群岛，但具体路径因船只观测数据不足而难以确定，最终在9月22日后失去踪影。

### 第七号热带风暴
9月24日，估计有热带低气压在佛得角群岛以南洋面成型。气旋总体向西北偏西移动并缓慢增强，到9月28日已开始蜿蜒北上，风速提升至每小时85公里左右。风暴一度减弱，但又重新增强，并于10月2日再度达到风力时速85公里强度，再于次日转变成温带气旋并转向东北。10月5日，气旋残留被更大规模的温带风暴吸收。

### 第八号热带风暴
9月23至27日，西北加勒比海存在低气压区。9月27日，洪都拉斯罗阿坦岛以东的西南加勒比海上空形成热带气旋，强度达到热带风暴下限。次日，气旋在北上的同时缓慢增强，从科苏梅尔岛东侧经过，于9月29日进入墨西哥湾南部，然后达到风力时速85公里的最高强度。风暴加速向东北移动并转变成温带气旋，风速达到每小时95公里。接下来气旋进入锡达礁附近海域，于9月30日快速向东北穿越美国东南部沿海地区，最终在经过弗吉尼亚州诺福克附近后不知所踪.。9月29日，美国墨西哥湾东部沿岸地区收到风暴警告，建议居民做好应对烈风强度风力的准备。佛罗里达州杰克逊维尔至门罗堡也接获警告，之后生效范围还囊括中大西洋地区和美国东北部。美国东岸沿海地区风速达到烈风强度。

### 第九号热带风暴
第九号热带风暴的形成格局令佛罗里达州东部普降暴雨，气旋的东北边缘内长时间存在东向气流。10月4至11日间，新士麦那的降雨总量高达926毫米。10月12日清晨，本季第九个热带气旋在佛罗里达州圣彼德斯堡西南方向约450公里的东墨西哥湾发展成型，估计此时已达到持续风速每小时95公里的最高强度。风暴快速向西南移动，强度在10月13日回落至热带风暴下限，再于次日弱化成热带低气压，最终于10月15日在西南墨西哥湾上空消散。气象部门在当时的实际操作中把这场风暴归类为中等强度扰动天气区。

### 第十号飓风
10月13日晚至次日清晨，北洪都拉斯东北偏东方向的西加勒比海形成热带气旋，强度达到热带风暴下限。气旋缓慢向西北偏西移动，于10月15日逐渐转向北上。风暴当天稳步增强，于10月17日达到飓风标准，10月19日又强化成大型飓风，接下来以持续风速每小时195公里强度吹袭古巴比那尔德里奥省。10月20日，飓风因高压脊南下而转向东北偏东。气旋急剧减弱，以一级飓风强度从佛罗里达州西南部的那不勒斯附近登陆，接下来又以风力时速110公里强度从迈阿密北部进入大西洋。风暴在穿越西大西洋期间稳步减弱，最终于10月23日在百慕大西南偏西方向逐渐消散。经过2009年3月的重新分析，气象学界认定风暴属五级大西洋飓风，最大持续风速高达每小时270公里，最低气压910毫巴（百帕，27英寸汞柱）。
古巴至少有90人遇难，该国西部各地的庄稼和建筑受到重创，曼图阿有50至100人受伤。面对风暴威胁，佛罗里达州的部分船只提前固定，树木及时修剪。基韦斯特的阵风时速最高，有105公里，但植被受到的破坏程度很轻。气旋令佛罗里达州南部普降暴雨，其中马可岛降雨量最高，达590毫米。降水令棕榈滩县爆发洪灾，公路和铁路运输受到影响。该县测得112毫米雨量，创下15年来新高。佛罗里达州南部本土的最强阵风时速为110公里，部分从该州东南部出发的海上旅游行程取消。麦尔兹堡和蓬塔戈尔达的电报线路中断，不过整体破坏程度很轻。

### 第十一号飓风
11月5日清晨，巴拿马城西北偏北约445公里的南加勒比海形成热带风暴。系统向北移动，风速维持在热带风暴下限，于11月7日以持续风速每小时65公里强度袭击克拉伦登区。11月8日清晨，气旋从该区北岸返回大海，经强化后又于11月9日从圣地亚哥-德古巴西侧登陆。接下来风暴进入大西洋并强化成飓风，于11月10日在特克斯和凯科斯群岛上空转向东北。11月11日，气旋加速远离特克斯和凯科斯群岛，并于不久后达到风力时速130公里的最高强度，然后在一级飓风强度下保持到11月13日。次日，风暴经过百慕大东侧并弱化成热带风暴，然后快速转变成温带气旋，最终于11月15日失去踪影。